# Samuel Peter Heintzelman
Samuel Peter Heintzelman (30 septembre 1805 - 1er mai 1880) est un général de l'armée des États-Unis. Il sert lors de la guerre Séminole, la guerre américano-mexicaine, la guerre de Yuma (en) et les troubles de Cortina (en). Au cours de la guerre de Sécession, il est une figure importante lors des premiers mois de la guerre atteignant le commandement d'un corps d'armée.

## Avant la guerre
Heintzelman naît à Manheim, en Pennsylvanie, fils de Peter et Ann Elizabeth Grubb Heintzelman. Il est diplômé de l'académie militaire de West Point en 1826 et est affecté en tant que second lieutenant breveté dans le 3rd U.S. Infantry, le 1er juillet 1826, puis est promu à ce grade le même jour dans le 2nd U.S. Infantry (en) et sert sur la frontière du nord à fort Gratiot, fort Mackinac, et fort Brady (en). Le 4 mars 1833, il est promu premier lieutenant, et sert en tant que quartier-maître en Floride au cours de la deuxième guerre séminole. Le 7 juillet 1838, il est nommé capitaine dans le département de l'intendance, en restant en Floride, jusqu'à la fin de la guerre en 1842. Il est promu capitaine le 4 novembre 1838 dans le 2nd U.S. Infantry. En 1847, lors de la guerre américano-mexicaine, il rejoint l'armée du général Winfield Scott au Mexique, en prenant part à plusieurs missions, pour lesquelles il est breveté commandant le 9 octobre 1847 pour « bravoure et service méritoire lors de la bataille de Huamantla ». En 1848-49, il accompagne son régiment autour du Cap Horn vers la Californie, et pendant plusieurs années sert en Californie et dans le territoire de l'Arizona.
En décembre 1851, le commandant Heintzelman commande l'expédition de Yuma à partir du poste de San Diego pour réprimer le soulèvement des yumas, appelé la guerre des Yumas (en). Son expédition établit le fort Yuma et de la paix est rétablie en octobre 1852. Il reçoit un brevet de lieutenant-colonel pour sa conduite lors de la campagne contre les indiens yumas et le 3 mars 1855, il est promu commandant du 1st U.S. Infantry et sert avec ce régiment, sur la frontière du Texas. En 1859, lors de la première guerre de Cortina (en) dans le Texas, il est en grande partie responsable de la défaite des forces de Juan Cortina[citation nécessaire].
Heintzelman a été le premier président de la Sonora Exploring and Mining Company qui crée Cerro Colorado, Arizona (en), ville minière dans le sud de l'Arizona. La ville devient célèbre lors de la guerre de Sécession pour le massacre des employés de la mine par des hors-la-loi mexicains et pour destrésors enfouis (en).

## Guerre de Sécession
Lors du déclenchement de la guerre de Sécession, Heintzelman devient colonel du 17th Pennsylvania Infantry le 14 mai 1861, et est bientôt promu au commandement d'une division de l'armée de Virginie du nord-est. Il est nommé brigadier général des volontaires le 17 mai 1861. Il est blessé en juillet 1861 lors de la bataille de Bull Run, mais recouvre bientôt la santé et reprend ses fonctions.
Heintzelman commande l'ensemble du 2nd Michigan Infantry, qui est responsable du raid, pillant et dévastant l'église de Pohick (en) à Lorton, en Virginie, le 12 novembre 1861. L'église historique a été construit en 1769 par George Washington, George Mason, et George William Fairfax (en), entre autres, et a été restaurée après la guerre de 1812 par le président Martin Van Buren, John Quincy Adams, et Francis Scott Key, entre autres. Ce pillage a causé la perte d'une multitude d'artefacts irremplaçables.
Il commande le III corps de l'armée du Potomac, lors de la campagne de la Péninsule. Son corps joue un rôle de premier plan dans le siège de Yorktown où Heintzelman et le commandant de la division, Fitz John Porter, sont parmi les premiers à utiliser l'Union Army Balloon Corps. Le corps supporte le poids des combats à Williamsburg et participe à d'importantes actions à Fair Oaks et Oak Grove. Son corps est provisoirement rattaché à l'armée de Virginie et prend part à la seconde bataille de Bull Run. Il est breveté brigadier général dans l'armée régulière pour sa participation à la bataille de Fair Oaks le 31 mai 1862 et nommé major général des volontaires pour son action à la bataille de Williamsburg le 5 mai 1862. Sa popularité et sa confiance au sein de l'armée sont éclipsées par la nature agressive de ses subordonnés, les commandants de division Joseph Hooker et Philip Kearny. Relevé de ses fonctions de l'armée du Potomac à la fin de 1862, il est affecté à la défense de Washington, au commandement du département de Washington pendant deux ans. Pour le reste de la guerre, il commande le département du Nord. Il est breveté major général de l'armée régulière le 13 mars 1865 pour « bravoure et service méritoire lors de la bataille de Williamsburg ». Il quitte le servie actif des volontaires le 24 août 1865.

## Après la guerre
Il reprend alors sa carrière dans l'armée régulière en tant que colonel du 17th U.S. Infantry. Il sert notamment au Texas.
Heintzelman prend sa retraite en 1869, comme major général de l'armée régulière le 22 février 1869. Il meurt à Washington, DC, et est enterré dans le cimetière de Forest Lawn, à Buffalo, New York.
Son petit-fils Stuart Heintzelman (en) sert lors de la Première Guerre mondiale, et atteint également le grade de major général.